# Anspielprobe
Eine Anspielprobe ist eine Probe unmittelbar vor einem Konzert oder einer Aufführung. Sie soll den Anschluss an die Generalprobe herstellen (wenn sie mehrere Tage zurückliegt) oder die Musiker unmittelbar vor dem Konzert an die aufführungspraktischen Verhältnisse wie Akustik oder Platzangebot vor Ort vorbereiten, beispielsweise auf Tourneen. Dazu gehört auch, schwierige Übergänge oder Passagen wieder ins Gedächtnis zu rufen. Mit Anspielproben werden Aktivität, bestimmte zum Musizieren notwendige Körperteile wie Stimme oder Lippen und musikalisches Gemeinschaftsgefühl geweckt.
Wenn eine Anspielprobe angesagt wird, ist keine intensive Probearbeit vorgesehen, um die Mitwirkenden vor dem Konzert oder der Aufführung nicht zu ermüden. Die Dauer der Anspielprobe bestimmt der Dirigent nach dem Aufführungsort, den aufzuführenden Werken und den darin vorkommenden im Zusammenspiel schwierigen Stellen, die den Musikern ins Gedächtnis gerufen und vor Ort ausprobiert werden sollen.